# Jan Hirsz
Jan Hirsz z Żukowa (ur. 1 lipca 1891 w Kielnie, poległ 17 września 1920 pod m. Kamień Królewski) – chorąży piechoty Wojska Polskiego.

## Życiorys
Jako oficer 66 Kaszubskiego pułku piechoty walczył na wojnie z bolszewikami. 17 września 1920 „pułk atakował Rosjan w Kamieniu Królewskim. Odebranej wsi pułk nie mógł utrzymać wobec kilkukrotnej przewagi nieprzyjaciela. Podczas odwrotu poległ bohaterską śmiercią chorąży Hirsz, który widząc, że nieprzyjaciel zajmuje flankujące stanowisko, wziął ciężki karabin maszynowy i sam jeden ogniem powstrzymywał wroga, w wyniku czego uratował II batalion od zagłady”.
Pośmiertnie został mianowany podporucznika i odznaczony Krzyżem Srebrnym Orderu Virtuti Militari.